# Michaela Annette
Michaela Annette (The Bronx, 14 febbraio 1996) è un'attrice statunitense.

## Filmografia

### Cinema
- Sanctified, regia di Val Lik (2008)[1]

### Televisione
- Così gira il mondo (As the World Turns) - serial TV, 2 puntate (2006-2008)
- Law & Order - Unità vittime speciali (Law & Order: Special Victims Unit) - serie TV, episodi 8x13-12x04 (2007-2010)
- The Naked Brothers Band - serie TV, episodi 1x06-3x06-3x07 (2007)
- Una vita da vivere (One Life to Live) - serial TV, puntata 10049 (2007)
- Gossip Girl - serie TV, 7 episodi (2008-2012)

## Doppiatrici italiane
Nelle versioni in italiano dei suoi film, Michaela Annette è stata doppiata da:
- Veronica Puccio in Gossip Girl (4x22).